# Gyrophaena bihamata
Gyrophaena bihamata – gatunek chrząszcza z rodziny kusakowatych i podrodziny rydzenic.

## Taksonomia
Gatunek ten opisany został po raz pierwszy w 1867 roku przez Carla Gustafa Thomsona.

## Morfologia
Chrząszcz o wydłużonym ciele długości od 1,7 do 2,2 mm. Głowa jest brązowa do czarnej, 1,7 raza szersza niż dłuższa, zaopatrzona w wyłupiaste oczy. Barwa czułków jest żółta u nasady, a brązowa począwszy od piątego członu. Ich człony od piątego do dziesiątego są wyraźnie szersze niż dłuższe, przy czym piąty i przedostatni są półtorakrotnie szersze niż dłuższe. Przedplecze jest rudożółte do jasnorudobrązowego, często z przyciemnieniem. Jego szerokość nie przekracza półtorakrotności długości. Pokrywy są rudożółte do jasnorudobrązowych z brązowo lub czarno przyciemnionymi tylnymi kątami zewnętrznymi. Zewnętrzne połowy pokryw są wyraźnie, drobno punktowane, a przy tylnych kątach ziarenkowane. Kolor odnóży jest żółtawy do pomarańczowego. Odwłok ma ubarwienie rudożółte z brązową do czarnej przepaską poprzeczną na piątym tergicie.

## Ekologia i występowanie
Owad rozmieszczony od nizin po góry. Polifagiczny mykofag. Bytuje w owocnikach grzybów naziemnych należących do dziesiątek różnych gatunków.
Gatunek palearktyczny. W Europie znany jest z Irlandii, Wielkiej Brytanii, Francji, Belgii, Holandii, Niemiec, Szwajcarii, Austrii, Włoch, Danii, Szwecji, Norwegii, Finlandii, Estonii, Łotwy, Litwy, Polski, Czech, Słowacji, Węgier, Rumunii, Bułgarii, Bośni i Hercegowiny, Albanii i europejskiej części Rosji. W Azji podawany jest z syberyjskiej i dalekowschodniej części Rosji, anatolijskiej części Turcji, Gruzji, Azerbejdżanu i Korei Północnej. W Afryce notowany jest z Algierii i Tunezji. Ponadto zawleczony został do Kolumbii Brytyjskiej w nearktycznej Ameryce Północnej.